# Cattura della flotta greca del 1916
La cattura della flotta greca del 1916 venne effettuata dalla flotta francese durante la prima guerra mondiale.
Inizialmente la Grecia diede l'assenso ad uno sbarco di forze Alleate a Salonicco per appoggiare le forze serbe. Questo però provocò un malcontento popolare. Il re di Grecia, Costantino, era favorevole a un'alleanza tra la Grecia e le Potenze centrali per questo la Triplice alleanza, per non rischiare di vedere le navi greche schierate con gli austro-tedeschi nel Mediterraneo, la squadra francese del Mediterraneo nel'ottobre 1916.   si presentò al Pireo catturando la flotta greca. 
Le navi vennero tenute bloccate fino allo schieramento greco con la Triplice intesa nel 1917.